# David Obua
David Obua (Kampala, 10 de abril de 1984) es un futbolista ugandés. Juega de volante y su actual equipo es el Heart of Midlothian FC de la Premier League de Escocia.

## Selección nacional
Ha sido internacional con la Selección de fútbol de Uganda, ha jugado 24 partidos internacionales y ha anotado 14 goles.

## Clubes
| Club                   | País           | Año       |
| ---------------------- | -------------- | --------- |
| Express FC             | Uganda         | 2001-2002 |
| AS Port-Louis 2000     | Islas Mauricio | 2002-2003 |
| Express FC             | Uganda         | 2003-2005 |
| Kaizer Chiefs FC       | Sudáfrica      | 2005-2008 |
| Heart of Midlothian FC | Escocia        | 2008-2012 |